# ترافيس تورنبول
ترافيس تورنبول (بالإنجليزية: Travis Turnbull)‏ هو لاعب هوكي الجليد أمريكي، ولد في 7 يوليو 1986 في تشيسترفيلد في الولايات المتحدة.

## وصلات خارجية
- ترافيس تورنبول على موقع دوري الهوكي الوطني (الإنجليزية)
- ترافيس تورنبول على موقع قاعة مشاهير الهوكي (لاعب أن.إتش.أل) (الإنجليزية)
- ترافيس تورنبول على موقع EliteProspects.com (الإنجليزية)
- ترافيس تورنبول على موقع HockeyDB.com (الإنجليزية)
- ترافيس تورنبول على موقع Hockey-Reference.com (الإنجليزية)